# 兖州战役
兖州战役，是第二次国共内战期间，中国人民解放军华东野战军内线兵团在其司令员许世友的指挥下为夺取中华民国国军所守卫的山东兖州进行的一次战役，发生于1948年夏季，战役分攻城和打援两部分，最终以解放军攻克兖州而结束。
中华民国国防部原定由黄百韬为师长的整编第25师救援兖州，但由于同时发生的豫东战役中区寿年兵团被粟裕围困，因此黄兵团被急转用于豫东，此举虽挽救了区兵团中的整编第72师2个旅（区寿年兵团部、整75师全部、新编第21旅仍被歼），但代价是孤立无援的兖州于7月12日陷落，自此，津浦路济南到徐州段所有城镇全部陷落共军之手，国军第二绥靖区王耀武部10万人被完全孤立，2个月后在济南战役中被全歼。此役，解放军共计歼灭国军2.8万余人，俘虏国军整十二军中将军长霍守义、副军长熊仁荣等8名将官，国军此役总指挥，第十绥靖区中将司令李玉堂化妆潜逃。